# Религия в Австралии

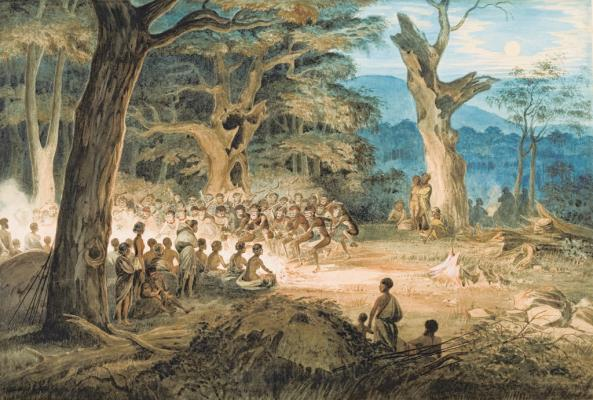
В. Р. Томас, Южно-Австралийский Корробори, 1864, Галерея искусств Южной Австралии

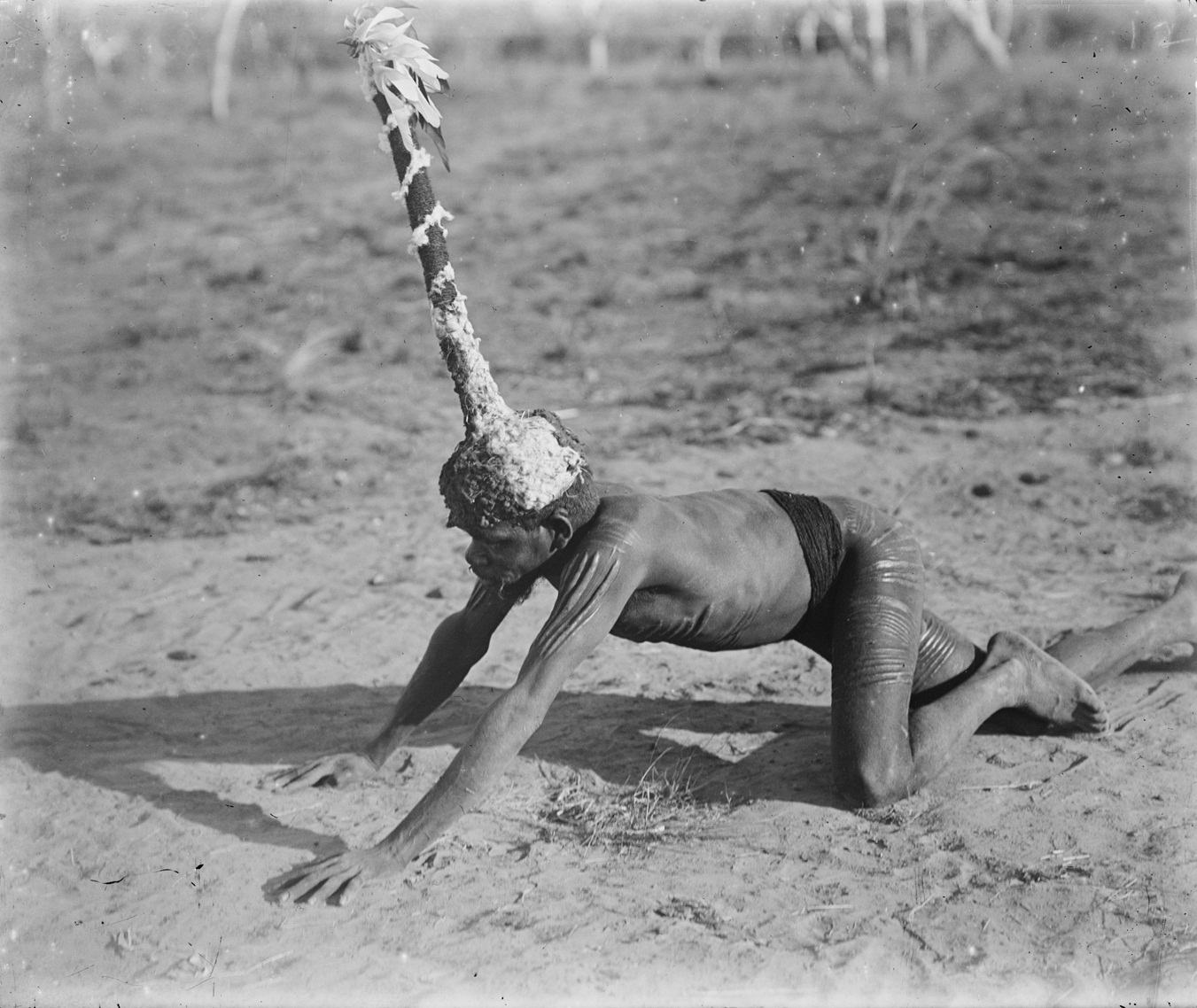
Абориген народности Колая в головном уборе во время огненной церемонии, река Форрест, Западная Австралия

Австралия — многоконфессиональная страна и не имеет официальной религии.
Христианство — преобладающая религия в Австралии. По данным переписи 2011 года, крупнейшее по численности вероисповедание — католицизм, к нему принадлежат 25,3 % населения. 22,3 % нерелигиозны. Следующяя крупная конфессия — англиканство, её придерживаются 17,1 %. Буддизм в Австралии исповедуют 2,5 % населения, ислам — 2,2 %, индуизм — 1,3 % и иудаизм — 0,5 %.
Конституция Австралии запрещает правительству устанавливать государственную религию и вмешиваться в свободу вероисповедания, однако же отдельные штаты свободны в изменении своих конституций и могут упорядочивать религиозную жизнь, хотя таких прецедентов ещё не было. Отношения между правительством Содружества и религиями гораздо свободнее, чем в Соединённых Штатах. С правительством работают религиозные организации, которые обеспечивают образование, здравоохранение и другие социальные услуги.

## История
Во время европейского заселения у австралийских аборигенов были собственные религиозные традиции, в частности Время сна, и ритуальные системы, подчёркивающие переходные периоды жизни человека, такие как совершеннолетие или смерть. 
Религиовед Мирча Элиаде говорил о том, что «среди коренного населения Австралии существует главное поверье в то, что мир, человек, разнообразные животные и растения были созданы некоторыми сверхъестественными сущностями, которые впоследствии исчезли — либо вознеслись на небо, либо спустились под землю».